# Annette Strøyberg
Annette Strøyberg (ur. 7 grudnia 1936 na wyspie Fionia, zm. 12 grudnia 2005 w Kopenhadze) – duńska aktorka filmowa.
Strøyberg jako kilkuletnie dziecko straciła ojca. Przeniosła się wówczas z rodziną do Kopenhagi. Karierę modelki rozpoczęła gdy będąc nastolatką została zauważona przez jednego z fotografów. Wkrótce wyjechała do Paryża, gdzie pracowała m.in. u Guy Laroche'a i Chanel. W Paryżu poznała Rogera Vadima (który był po rozwodzie z Brigitte Bardot) znanego wówczas z filmu „I Bóg stworzył kobietę” (1956). W czerwcu 1958 r. wzięła z Vadimem ślub. Z tego związku urodziła się Nathalie. Strøyberg wystąpiła w kilku filmach męża (m.in. „Les liaisons dangereuses" z 1959, u boku Jeanne Moreau i Gerarda Philipe'a oraz „Et mourir de plaisir" (1960) z Melem Ferrerem). Pomimo udanej współpracy artystycznej małżeństwo z Vadimem zakończyło się rozwodem w 1960 r. Vadim związał się z Catherine Deneuve, a Strøyberg z Sachą Distelem. Później związana była z Alainem Delonem i Vittorio Gassmanem.
Karierę filmową kontynuowała we Włoszech, w filmach Roberto Rosselliniego. Po raz ostatni wystąpiła w 1965 r.
Mężatką była jeszcze dwukrotnie – jej drugim mężem był Francuz pochodzenia marokańskiego, a trzecim grecki armator Gregory Callimanopulos. Urodziła dwóch synów (po jednym w każdym z małżeństw). Oba związki zakończyły się rozwodami. Spędziła wiele lat w USA, a do Europy wróciła w połowie lat 90. Podobnie jak wszystkie żony Vadima uczestniczyła w jego pogrzebie w 2000 r. W ostatnich latach życia zaprzyjaźniona była z Brigitte Bardot oraz pozostawała w bliskim kontakcie z dworem królowej Małgorzaty II. W 2003 r. opublikowała wspomnienia. Zmarła na skutek choroby nowotworowej.